# Уроды (фильм, 1993)
«Уроды» иногда «Образина» (англ. Freaked) — американский фильм Алекса Уинтера и Тома Стерна 1993 года.
Фантасмагорическая комедия ужасов, схожая по стилистике с трилогией о приключениях Билла и Тэда (сорежиссёр «Уродов» и актёр Алекс Уинтер играл там Билла).

## Сюжет
Двое парней и одна девушка приезжают во владения сумасшедшего учёного-доктора «Freek Land», чтобы познакомиться с жизнью тамошних уродцев. Доктор (Рэнди Куэйд) превращает их в монстров. Куган — главный «проверяющий» становится чудовищем с наполовину обезображенным лицом, а остальные вдвоем трансформируется в одного: нижняя половина тела у них общая, а выше пояса они раздваиваются.

## В ролях
- Алекс Уинтер — Рикки Куган
- Майкл Стоянов — Эрни
- Брук Шилдс — Скай Дейли
- Меган Уорд — Джули
- Рэнди Куэйд — Элайджа К. Скрагс
- Мистер Ти — Бородатая леди
- Уильям Сэдлер — Дик Брайан
- Джон Хоукс — ковбой
- Ли Аренберг — Гуру
- Киану Ривз — Ортис Зе Дог Бой